# Мармарош
Мармарош (рум. Maramureș, рус. Мармарош) је географска и историјска област, која обухвата североисточни део округа Марамуреш у Румунији и југоисточни део Закарпатске области у Украјини. Мармарошка област обухвата горњи слив реке Тисе, до града Хуста, а окружена је планинама које припадају систему Источних Карпата. Током старије историје, целокупна област је припадала Мармарошкој жупанији, која се све до 1918. године налазила у саставу Краљевине Угарске. Област је потом подељена на јужни део (који је припао Румунији) и северни део (који је првобитно припао Чехсловачкој, а потом Украјини). Јужни део (у Румунији) је претежно настањен Румунима, а мањим делом и Украјинцима, док је северни део (у Украјини) претежно настањен Украјинцима, а мањим делом и Русинима.

## Етимологија
Назив области се јавља у различитим облицима (мађ. Máramaros, укр. Мармарощина), који воде заједничко порекло од корена „мар-” чије је значење вишезначно. У румунском језику, поменути корен има значење „велики” што би у случају назива ове ове области означавало њен положај у окружењу „великих” (источнокарпатских) планина (рум. Maramureș).

## Географија
Област Мармарош чини јединствену географску целину, која је на северним, источним и јужним странама омеђена планинама Источнокарпатског масива. Област обухвата целокупан горњи слив реке Тисе, од њених карпатских изворишта на истоку, до града Хуста на западу.

## Становништво
Већинско становништво украјинског (северног) Мармароша су Украјинци, али у тој области постојие и мањине, првенствено русинска и румунска. Већинско становништво румунског (јужног) Мармароша су Румуни, али постоји и значајна украјинска мањина. Поред поменутих народа, у овој области живе живе и Мађари, Немци и Роми. До Другог светског рата, у појединим местима ове области су живели и Јевреји, који су највећим делом пострадали током холокауста.

## Управна подела
Историјска област Мармарош је подељена на северни део у Украјини и јужни део у Румунији. Украјински део обухвата југоисточну половину Закарпатске области, док румунски део обухвата североисточну половину округа Марамуреш. Највећи град у северном (украјинском) Мармарошу је Хуст, а највећи град у јужном (румунском) Мармарошу је Мармарош-Сигет.